# 法庭街 (那不勒斯)

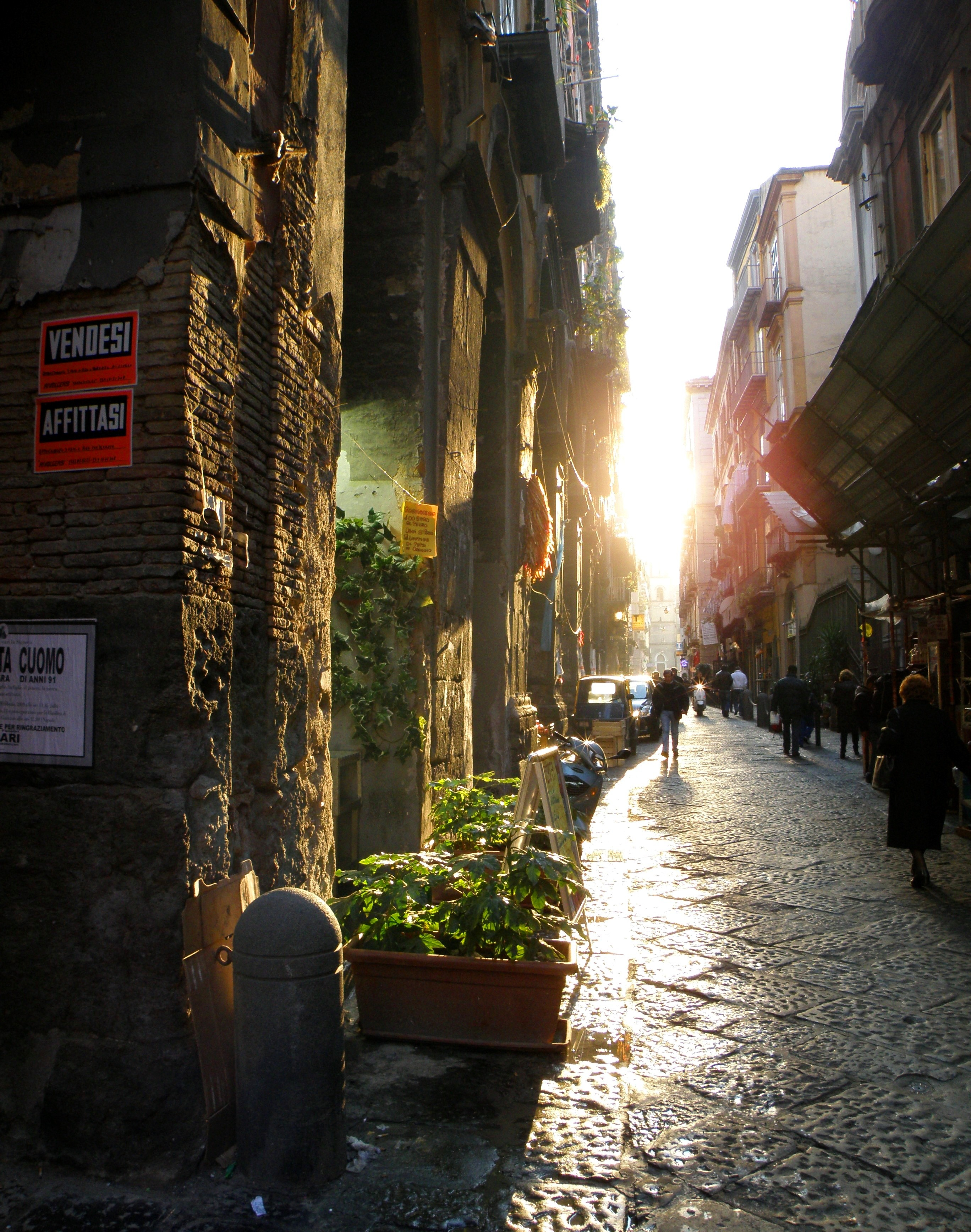
法庭街

法庭街（Via dei Tribunali）是意大利那不勒斯历史中心区的一条街道。 
这条街是该市希腊罗马时代三条东西向主要干道中间的一条，平行于南面的斯帕卡那波利街以及北面的via Anticaglia和萨皮恩扎街（Via della Sapienza）。它们与无数南北向横街相交，共同构成了古城的网格。 
沿街有许多重要的建筑。
40°50′N 14°15′E / 40.833°N 14.250°E
Template:那不勒斯地标